# Рувим
Руви́м, Реуве́н, Реубен (ивр. רְאוּבֵן) — старший сын Иакова от его жены Лии (Быт. 29:32) и один из 12 родоначальников колен еврейского народа.

## Жизнеописание
Рувим был человек невоздержанный, лишился права первородства вследствие тяжкого греха: он оскорбил ложе отца, переспав с его наложницей Валлой (Быт. 35:22), и тем самым навлёк на себя проклятие умирающего Иакова. «Ты бушевал, как вода, и не будешь преимуществовать. Ибо ты взошёл на ложе отца своего; ты осквернил постель мою, на которую взошёл» (Быт. 49:3,4) — предрёк ему при смерти Иаков. И проклятие отца сбылось — дальнейшее потомство Рувима не отличалось ни своей численностью, ни своей силой.
Однако Рувим отличался добрым характером и искренним благородным нравом. Он был единственным из братьев Иосифа, который вступился за сохранение жизни брата (Быт. 37:21, 22). С целью спасти Иосифа и впоследствии возвратить его отцу он предложил остальным братьям не осквернять себя кровью невинно убитого, а бросить Иосифа в ров. Из Быт. 37:29 видно, что Рувима не было в то время, когда Иосиф был продан купцам в рабство. Не найдя Иосифа во рву, Рувим разодрал свою одежду.
То же самое благородство характера проявилось, когда он предлагал жизнь своих собственных сыновей как залог в обеспечение жизни Вениамина (второго сына Рахили от Иакова), когда Иаков отказывался отпустить его вместе с братьями в Египет (Быт. 42:37).

## Потомки Рувима
К тому времени, когда Иосиф, сделавшись правителем Египта, пригласил братьев к себе в Египет, Рувим имел уже четырёх сыновей: Ханох, Фаллу, Хецрон и Харми (Быт. 46:9).
С этого времени ничего не известно о дальнейшей истории Рувима.
В одной из апокрифических версий «Книги Праведного» упоминается жена Рувима Елиурам.
Происшедшее от Рувима колено, по переселении в Ханаан, получило надел в Заиорданье, которое было более пригодным для пастушеской жизни.